# Зейдволде (Дренте)
Зейдволде (нід. Zuidwolde) — село в нідерландській провінції Дренте. Входить до муніципалітету Де-Волден.
Його площа становить 23,05 км², а населення станом на 2021 рік складало 6 385 осіб.
До 1998 року мало статус окремого муніципалітету.

## Галерея

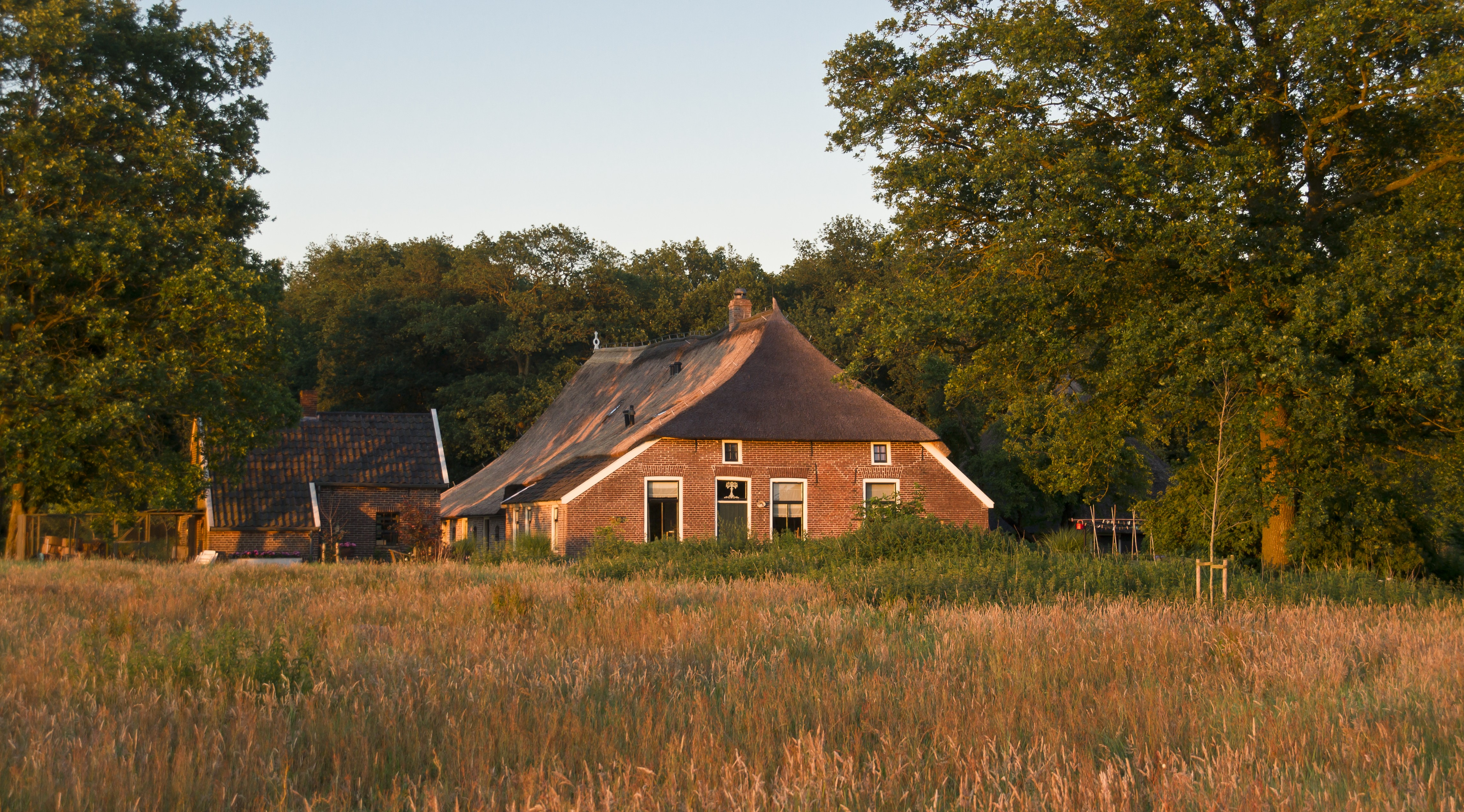
Ферма у Зейдволде
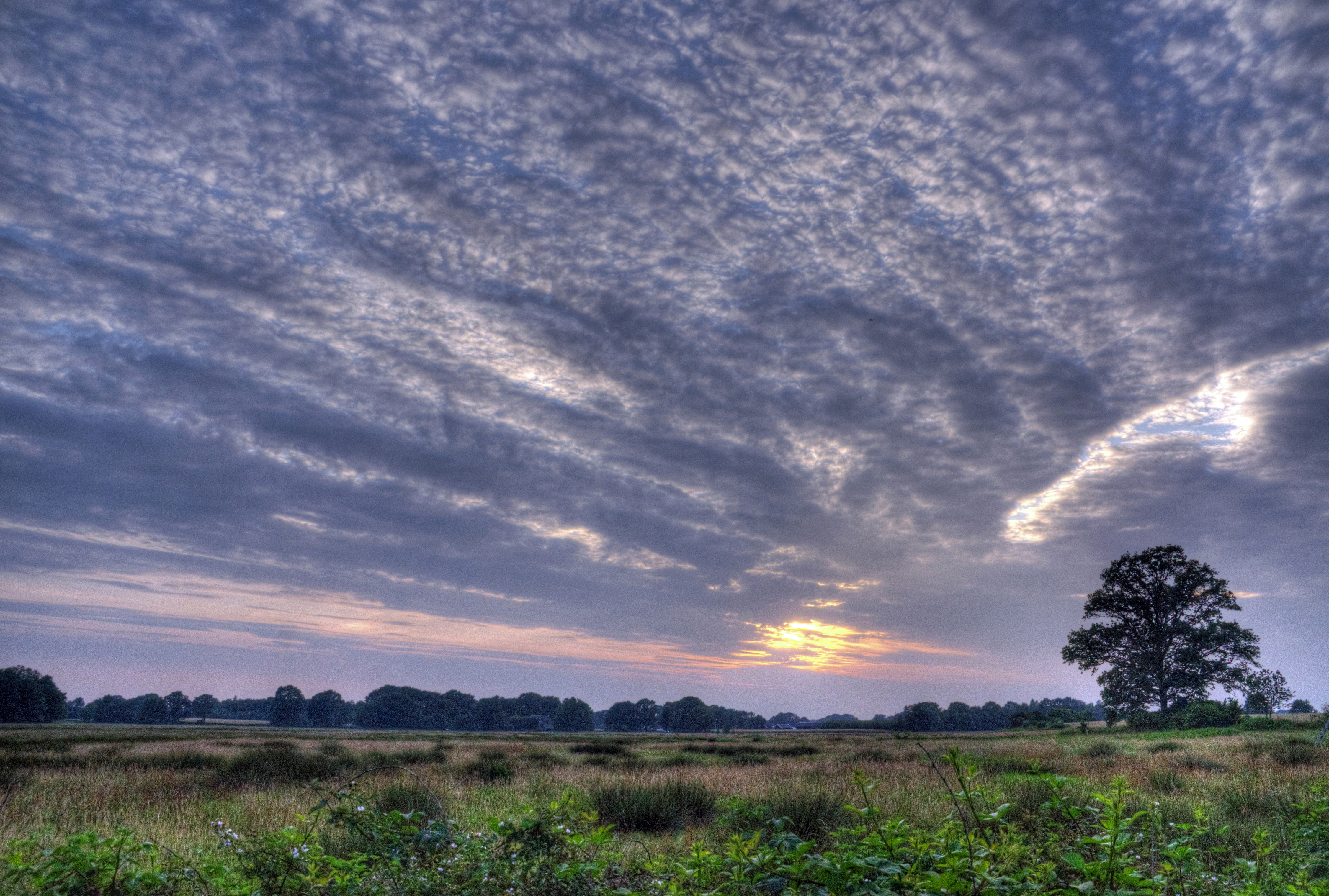
Захід сонця у селі
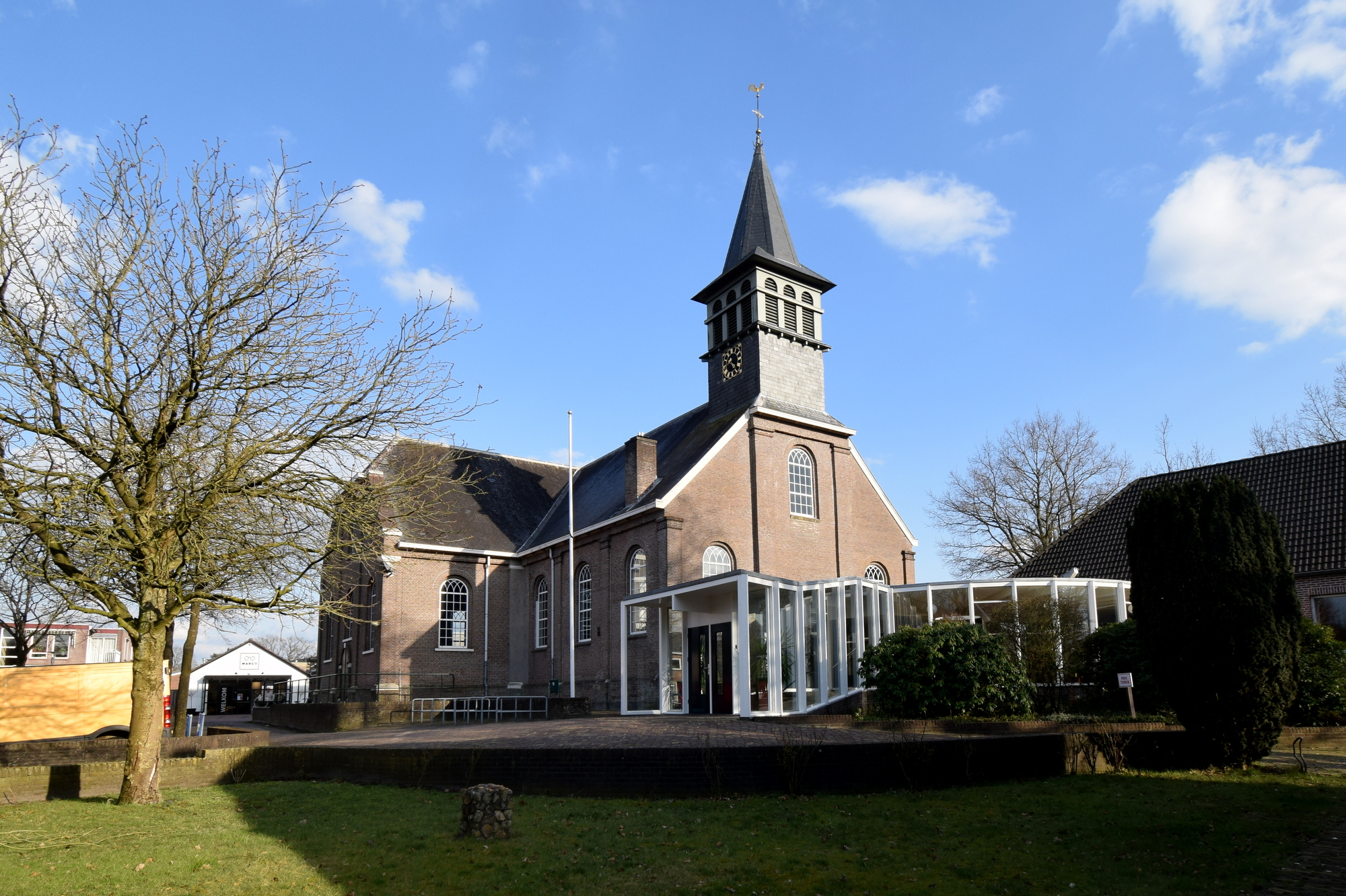
Протестантська церква
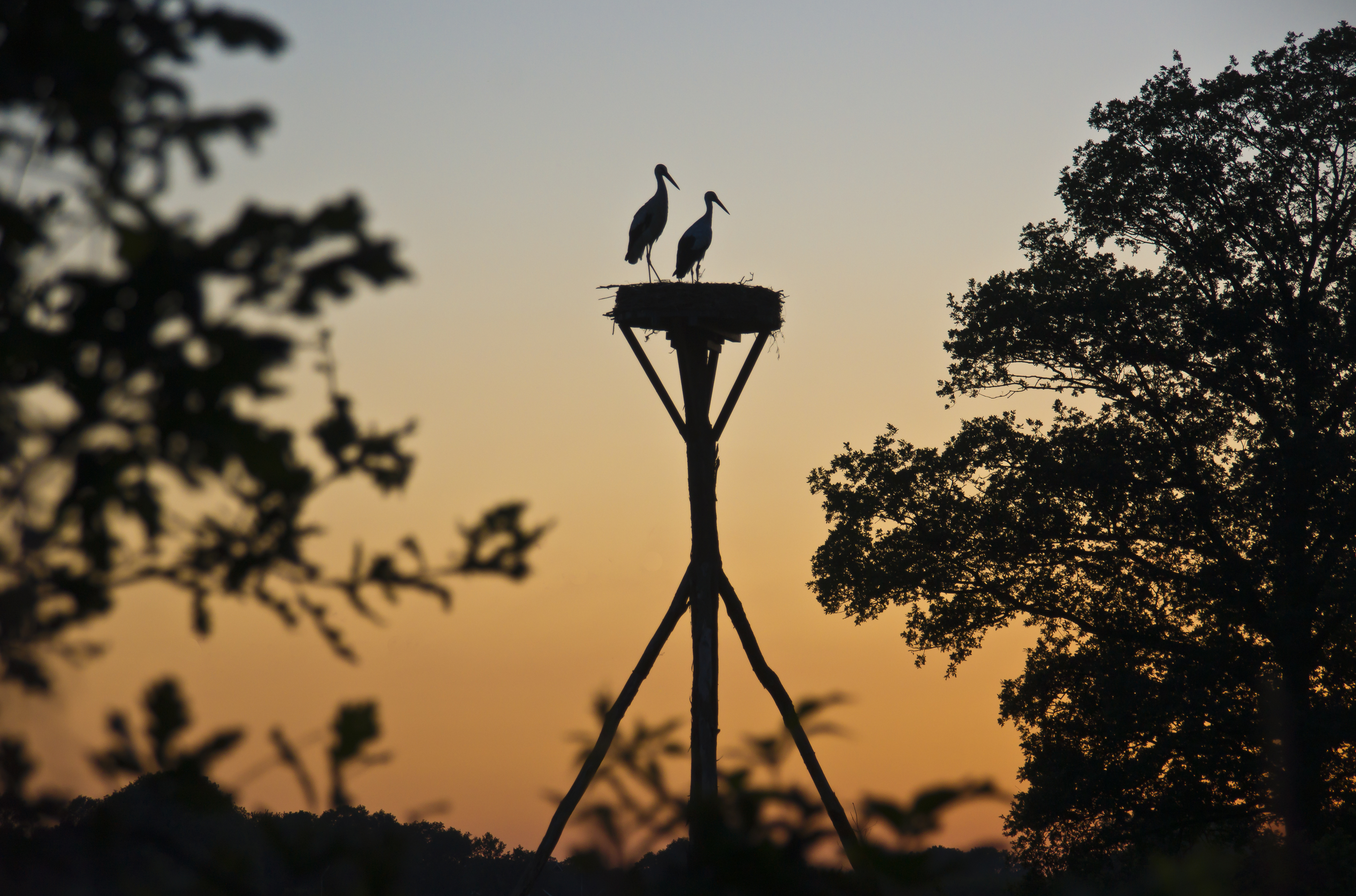
Лелеки у гнізді